# Brevet randonneurs mondiaux
 (décembre 2022).
Pour les articles homonymes, voir BRM.

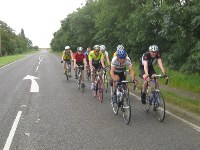
Un groupe de cyclistes participant à une randonnée cycliste de 200 km.

Les brevets randonneurs mondiaux (BRM) sont des randonnées cyclistes à allure libre, sans esprit de compétition et homologués par l’Audax Club parisien depuis 1921.
Pour la France ils sont organisés toute l'année civile par les clubs FFVélo homologués par l’Audax Club parisien.

## Historique
C'est le 11 septembre 1921, à la suite du retrait par Henri Desgrange de l'organisation des brevets Audax par l’Audax Club parisien, qu'est organisé le premier brevet de randonneur à allure libre. « Allure libre », c'est l’adaptation d’une vitesse de croisière à ses moyens, de 14 km/h à l’infini. 
Le but est de tenir jusqu'au bout du brevet et de se trouver à l'arrivée en parfaite possession de ses moyens, pas ou peu fatigué.
Au cours des années suivantes, l'Audax Club parisien organise des brevets de plus en plus longs :
- 1er brevet randonneur français de 200 km le 11 septembre 1921 ;
- 1er brevet randonneur français de 300 km le 11 juin 1922 ;
- 1er brevet randonneur français de 400 km le 22 juillet 1923 ;
- 1er brevet randonneur français de 600 km les 30 juin et 1er juillet 1928 ;
- 1er brevet randonneur français de 1 000 km les 12, 13, 14 et 15 août 1934.

Les femmes bénéficiaient d'un brevet de 150 km. Mais dès le début, elles réclament l'égalité des sexes, devenant membres actifs de l'ACP dès qu'elles avaient accompli une randonnée d'au moins 200 km à bicyclette ou à tandem.
Les brevets randonneurs européens succèdent aux brevets français en 1976. À son tour, le brevet randonneurs mondiaux succède au brevet européen, en 1983.
Le premier club de province organisateur de brevets fut la section de Grenoble, qui organisa un brevet de 200 km le 22 mai 1927.
Depuis cette date, les clubs organisateurs se sont multipliés tant en France qu’à l'étranger. En 2007, on comptait 115 clubs organisateurs répartis dans les 22 ligues de la FFCT, ainsi que 1229 clubs étrangers répartis dans 30 pays et 5 continents.
Cette diffusion est principalement due à l'obligation de réussir une série complète de brevets, de 200 à 600 km, pour pouvoir participer au Paris-Brest-Paris randonneur.
Le brevet de 1 000 n'est pas qualificatif pour participer au Paris-Brest-Paris randonneur, mais il est exigé pour recevoir la distinction du Randonneur 5 000 créée en 1961.

### 1980 - 2000
Le 50 000e brevet de « 200 » a été décerné en 1981 à Jo Routens des C.T. Grenoblois -
Le 100 000e brevet de « 200 » a été décerné en 1989 à Laurent Cathala, député-maire de Créteil, commune désignée comme la plus sportive de France en 1988 et affilié à l'U.S. Créteil.

### 2000 - 2010
Le 200 000e brevet de « 200 » a été décerné en 2003 à Dominique Lamouller, Président de la F.F.C.T. au cours du Brevet du Centenaire organisé en juin 2004.
Le 100 000e brevet de « 300 » a été décerné le 16 mai 2009 à Nicole et Jean-Claude Chabirand, membres du RC Anjou et collectionneurs de longues distances depuis longtemps, tant comme participants qu’organisateurs.

### 2010 - 2020
Le 500 000e brevet a été décerné en 2010 à Alain Collongues.
Le 300 000e brevet de « 200 » a été décerné le 27 mars 2010 à Hervé LE DÛ, randonneur de l’Amicale CT Rospez et fidèle participant du PBP Randonneur, qui réalise ce brevet en vélo couché.
Le 400 000e brevet de « 200 » a été décerné le 22 mars 2014 à Francesc Porta Torras, représentant de l’ACP en Espagne, membre fondateur des Randonneurs Mondiaux en 1983 et recordman de participation au PBP pour un non français.
Le 100 000e brevet de « 400 » a été décerné le 9 mai 2015 à Philippe Guille, membre de l’US Metro et grand amateur des organisations de l’Audax Club Parisien (PBP, BRM, Flèche Vélocio, Flèches de France…).
Le 500 000e brevet de « 200 » a été décerné le 16 mars 2016 à Sina Witte, jeune randonneuse allemande résidant en France, symbole de l’internationalisation et du renouveau des BRM.
Le 600 000e brevet de « 200 » a été décerné le 10 mars 2018 à Antonin Faburel, jeune randonneur français âgé de 15 ans accompagné de ses parents Geneviève et Jean-Gualbert Faburel.
Le 200 000e brevet de « 300 » a été décerné le 15 avril 2018 à Elisabeth TOUCHARD, membre de l’US Saint-Arnoult Cyclotourisme.
Le 100 000e brevet de « 600 » a été décerné à Guy Dupart le 2 juin 2019. 

### 2020 - ...
Le 700 000e brevet de « 200 » a été décerné le 26 septembre 2020 à Élisabeth Lavaill, membre du comité directeur de l’ACP et grande randonneuse, lors de la reconnaissance du parcours du brevet du centenaire.
Le 800 000e brevet de « 200 » a été décerné le 12 mars 2022 à Thierry Rivet, président sortant de l’ACP et infatigable bénévole dévoué au développement de la randonnée longue distance.

## Règlement
Les brevets randonneurs mondiaux doivent être effectués sur un véhicule mû exclusivement par la force musculaire. Les participants doivent subvenir à leur propre besoin, sans véhicule accompagnateur sur le parcours. L'itinéraire indiqué par l'organisateur doit être respecté, des contrôles officiels et secrets permettant de vérifier la régularité des randonneurs. L'allure est libre mais les participants doivent terminer leur randonnée dans un délai maximum dépendant de la distance :
- 200 km : délai de 13 h 30 maximum ;
- 300 km : délai de 20 h 00 maximum ;
- 400 km : délai de 27 h 00 maximum ;
- 600 km : délai de 40 h 00 maximum ;
- 1000 km : délai de 75 h 00 maximum.

Ces randonnées ne sont pas des épreuves permanentes. Les départs sont individuels ou groupés, étalés sur une plage d'une heure maximum.
Ces brevets sont homologués par l'Audax Club parisien sur présentation des résultats par l'organisateur. L'Audax Club parisien mandate des représentants pour gérer localement l'organisation des brevets en dehors de la France.

## Déroulé d'un BRM
Le club organisateur du BRM lance les appels à inscriptions en général vers les licenciés ayant déjà effectué ce parcours au préalable.
Il faut saisir le formule d'inscription — au format papier ou numérique — selon les modalités exprimées par le club.
Le jour du départ du brevet, les participants et participantes sont présents avec leur vélo et tous leurs équipements personnels (sacoche / GPS / Alimentation), et viennent retirer au lieu de départ leur carnet de route. 
Les tracés GPS du parcours sont fournis au préalable par le club à tous et toutes les inscrites, souvent par un fichier téléchargeable sur OpenRunner.
Pour rappel, pour valider le brevet, il faut faire « pointer » son carnet de route à chacun des points de contrôle définis sur le parcours.
Le nombre de points de contrôle est défini selon la durée du brevet :
| BRM             | Nombre de contrôles |
| --------------- | ------------------- |
| 200 kilomètres  | 2 à 4               |
| 300 kilomètres  | 3 à 5               |
| 400 kilomètres  | 4 à 6               |
| 600 kilomètres  | 5 à 7               |
| 1000 kilomètres | 6 à 10              |

Source : cyclo-long-cours.fr
À partir du BRM 300, les départs se font avant le lever du jour et il est nécessaire que le vélo soit équipé en éclairage (roue dynamo, phare de moyenne puissance avec autonomie — idem concernant le GPS — prévoir les recharges de batterie).
À noter qu'il y a un contrôle de l'éclairage de la part de l'organisation ; cette vérification est également valable sur le Paris-Brest-Paris, ou toute épreuve de longue distance.
Le brevet s'effectue en autonomie, le ou la participante doit s'assurer de rouler en sécurité en respectant le code de la route. 
À chaque ville-contrôle, il/elle peut valider le point de contrôle, 
- soit par photo à envoyer à l'organisation — et l'horodatage servira à valider le point de passage ;
- soit en demandant à un commerçant d'effectuer le « coup de tampon » sur son carnet de route.

Fin de parcours :
À l'arrivée — souvent un retour au départ, les BRM étant surtout des circuits — l'organisation vérifie que les points de passages ont bien été validés par le randonneur ou la randonneuse. Si celui/celle-ci a respecté les créneaux à ne pas dépasser, le brevet est validé. À la demande de celui/celle-ci, il pourra obtenir la médaille de récompense de son brevet.

## Le brevet en chiffres
- De 1921 à 1924, 705 brevets de randonneurs français 200 km ont été homologués.
- De 1922 à 1924, 119 brevets de randonneurs français 300 km ont été homologués.
- De 1923 à 1924, 14 brevets de randonneurs français 400 km ont été homologués.

En 1945, l'ACP revit : les 82 brevets homologués cette année-là passeront à plus de 1 600 en 1948 puis jusqu'à 3 300 avant de descendre avec la crise du cyclotourisme : celle-ci sévira également sur la Fédération qui ne comptera plus que 10 000 affiliés environ.
En 1979, l'année du 75e anniversaire de l'ACP, l'association avait homologué, depuis la création des brevets :
- 45 000 brevets de 200 ;
- 13 700 brevets de 300 ;
- 6 300 brevets de 400 ;
- 3 155 brevets de 600 ;
- 425 brevets de 1 000[1].

En s'internationalisant, les homologations sont en constante croissance que ce soit lors des années de Paris-Brest-Paris (34 159 brevets en 2003 et 46 502 brevets en 2007) ou les années sans Paris-Brest-Paris (8 451 brevets en 2001, 16 048 brevets en 2006). 
En 2007,  46 502 brevets de randonneurs mondiaux ont été homologués, se décomposant en :
- 6 517 brevets de 200 français et 13 969 brevets de 200 étrangers, soit 20 486 brevets de 200 ;
- 3 960 brevets de 300 français et 6 697 brevets de 300 étrangers, soit 10 657 brevets de 300 ;
- 3 117 brevets de 400 français et 4 894 brevets de 400 étrangers, soit 8 011 brevets de 400 ;
- 2 753 brevets de 600 français et 4 202 brevets de 600 étrangers, soit 6 955 brevets de 600 ;
- 107 brevets de 1 000 français et 286 brevets de 1 000 étrangers, soit 393 brevets de 1 000[2].

À la fin 2007, 477 349 brevets de randonneurs avaient été homologués représentant 141 848 700 km se décomposant ainsi :
- brevets de randonneurs mondiaux de 200 km : 261 849 ;
- brevets de randonneurs mondiaux de 300 km : 96 415 ;
- brevets de randonneurs mondiaux de 400 km : 65 095 ;
- brevets de randonneurs mondiaux de 600 km : 48 684 ;
- brevets de randonneurs mondiaux de 1 000 km : 5 306[3].